# Postępowanie w sprawach o naruszenie posiadania
Postępowanie odrębne w sprawach o naruszenie posiadania – postępowanie odrębne, regulowane w art. 478-479 Kodeksu postępowania cywilnego.
Postępowanie to służy rozpoznawaniu spraw o tzw. roszczenia posesoryjne. Są to roszczenia o ochronę posiadania rzeczy. Dotyczyć mogą zarówno rzeczy ruchomej jak i nieruchomej. W postępowaniu, o którym mowa, sąd nie rozpoznaje samego prawa ani dobrej wiary pozwanego. Bada jedynie ostatni stan posiadania oraz sam fakt jego naruszenia.
Charakterystyczne dla tego postępowania jest to, iż niedopuszczalne jest w nim wystąpienie pozwanego z powództwem wzajemnym, a od orzeczeń sądu drugiej instancji nie przysługuje skarga kasacyjna. Dodatkowo, jeżeli sąd uwzględnia powództwo o naruszenie posiadania może nadać wyrokowi rygor natychmiastowej wykonalności bez potrzeby spełnienia żadnych dodatkowych przesłanek.
Do rozpoznawania spraw o naruszenie posiadania wyłącznie właściwe są sądy rejonowe niezależnie od wartości przedmiotu sporu.
W przypadku gdy w związku z uwzględnieniem powództwa zostanie przeprowadzona egzekucja a pozwany ponownie dokona zmiany, która będzie sprzeczna z treścią tytułu egzekucyjnego, to wierzyciel (powód) może przed upływem sześciu miesięcy od zakończenia postępowania egzekucyjnego zażądać podjęcia egzekucji na nowo i to na podstawie tego samego tytułu wykonawczego.

## Statystyki postępowań
| Rok  | Pozostało z poprzedniego roku | Wpłynęło | Załatwiono | Załatwiono   | Załatwiono | Załatwiono | Załatwiono | Załatwiono | Załatwiono | Pozostało na rok następny |
| Rok  | Pozostało z poprzedniego roku | Wpłynęło | Łącznie    | z tego:      | z tego:    | z tego:    | z tego:    | z tego:    | z tego:    | Pozostało na rok następny |
| Rok  | Pozostało z poprzedniego roku | Wpłynęło | Łącznie    | Uwzględniono | Oddalono   | Zwrócono   | Odrzucono  | Umorzono   | Inne       | Pozostało na rok następny |
| ---- | ----------------------------- | -------- | ---------- | ------------ | ---------- | ---------- | ---------- | ---------- | ---------- | ------------------------- |
| 2018 | 1507                          | 1561     | 1509       | 381          | 392        | 166        | 21         | 416        | 111        | 1559                      |
| 2019 | 1560                          | 1476     | 1479       | 369          | 376        | 166        | 26         | 417        | 125        | 1557                      |
| 2020 | 1557                          | 1252     | 1247       | 274          | 271        | 174        | 15         | 379        | 134        | 1562                      |

| Rok  | Pozostało z poprzedniego roku | Wpłynęło | Załatwiono | Załatwiono | Załatwiono | Załatwiono | Załatwiono | Załatwiono | Załatwiono | Pozostało na rok następny |
| Rok  | Pozostało z poprzedniego roku | Wpłynęło | Łącznie    | z tego:    | z tego:    | z tego:    | z tego:    | z tego:    | z tego:    | Pozostało na rok następny |
| Rok  | Pozostało z poprzedniego roku | Wpłynęło | Łącznie    | Oddalono   | Zmieniono  | Uchylono   | Odrzucono  | Umorzono   | Inne       | Pozostało na rok następny |
| ---- | ----------------------------- | -------- | ---------- | ---------- | ---------- | ---------- | ---------- | ---------- | ---------- | ------------------------- |
| 2018 | 124                           | 403      | 377        | 263        | 79         | 11         | 7          | 14         | 3          | 150                       |
| 2019 | 150                           | 423      | 350        | 244        | 66         | 13         | 10         | 10         | 7          | 223                       |
| 2020 | 223                           | 360      | 359        | 229        | 66         | 16         | 24         | 16         | 8          | 224                       |